# Martin Ice Rise
Der Martin Ice Rise ist eine 10 km lange und 5 km breite Eiskuppel vor der Südwestküste der westantarktischen Alexander-I.-Insel. Im George-VI-Sund ragt sie 16 km südwestlich des Kirwan Inlet auf.
Ihre Identität wurde im Januar 1973 anhand von Landsat-Aufnahmen aufgeklärt. Das UK Antarctic Place-Names Committee benannte sie 1977 nach David Martin (1914–1976), geschäftsführender Sekretär der Royal Society von 1947 bis 1976, der eine leitende Funktion in der Organisation der von 1956 bis 1958 dauernden Expedition der Gelehrtengesellschaft im Rahmen des Internationalen Geophysikalischen Jahres hatte.